# Roy Orbison
Roy Kelton Orbison (sinh ngày 23 tháng 4 năm 1936, mất ngày 6 tháng 12 năm 1988) là một ca sĩ, nhạc sĩ người Mỹ, được biết tới nhiều nhất qua chất giọng ấm đặc biệt cùng với đó là những sáng tác vô cùng cầu kỳ và một chất nhạc ballad đầy bi quan. Orbison sinh ra ở Texas và tham gia vào một ban nhạc chơi rockabilly/đồng quê ở trường trung học để rồi sau đó được hãng Sun Records ở Memphis ký hợp đồng. Những thành công lớn nhất tới với ông khi ông chuyển qua hợp tác với Monument Records từ năm 1960-1964 với 20 ca khúc nằm trong Top 40 của Billboard, trong đó có những tuyệt phẩm như "Only the Lonely", "Crying", và nhất là "Oh, Pretty Woman". Sự nghiệp của Orbison có những nốt trầm trong thập niên 70, song rất nhiều bản hát lại, điển hình là ca khúc "In Dreams" trong bộ phim Blue Velvet của David Lynch đã đưa ông trở lại vào những năm 80. Năm 1988, ông tham gia vào siêu ban nhạc Traveling Wilburys cùng George Harrison, Bob Dylan, Jeff Lynne và Tom Petty và ra mắt 1 album tương đối thành công. Orbison đột ngột qua đời vào tháng 12 cùng năm sau một cơn đau tim, ngay khi đang ở đỉnh cao của con đường trở lại với công chúng. Cuộc đời ông là một chuỗi những bi kịch, với việc người vợ đầu tiên cũng như hai người con trai lớn nhất của ông đều qua đời bởi những vụ tai nạn khác nhau.
Roy Orbison vốn có giọng baritone, nhưng những người từng tiếp xúc với ông cho rằng ông có tận 3-4 quãng tám. Sự kết hợp giữa chất giọng của ông cùng với những giai điệu phức tạp đã khiến người hâm mộ gọi ông là "Caruso của nhạc Rock". Elvis Presley và Bono đều cho rằng giọng của ông là chất giọng đặc biệt và xuất sắc nhất mà họ từng biết. Trong khi hầu hết những ngôi sao của nhạc rock 'n' roll thập niên 50 và 60 đều cố gắng thể hiện sự nam tính của mình thì Orbison thường chìm đắm giai điệu trong sự ẩn dật, thất vọng. Ông cũng được biết đến khi nhiều lúc đứng yên và riêng rẽ trong khi trình diễn, mặc quần áo màu đen và kính râm để tạo nên một cung cách bí ẩn cho tính cách của mình.
Năm 1987, Orbison có tên trong Đại sảnh Danh vọng Rock and Roll qua lời dẫn của một người hâm mộ lâu năm, Bruce Springsteen. Cùng năm ông cũng có tên trong Đại sảnh Danh vọng của các nhạc sĩ Nashville và Đại sảnh Danh vọng của các nhạc sĩ 2 năm sau đó. Tạp chí Rolling Stone xếp ông ở vị trí số 37 trong danh sách 100 nghệ sĩ vĩ đại nhất và thứ 13 trong danh sách 100 Ca sĩ vĩ đại nhất. Năm 2002, tạp chí Billboard xếp ông ở vị trí số 74 trong danh sách 600 nghệ sĩ thu âm vĩ đại nhất.